# Бёсе, Левенте
Левенте Бёсе (венг. Bősze Levente; родился 18 февраля 2009 года, Дьёр, Венгрия) — венгерский футболист, полузащитник словацкого клуба ДАК 1904.

## Клубная карьера
Воспитанник клуба «Дьёр», в 2021 году Бёсе присоединился к словацкой команде ДАК 1904. 1 августа 2024 года дебютировал в профессиональном футболе в матче квалификации Лиги конференций против азербайджанской «Зири». В возрасте 15 лет, 5 месяцев и 12 дней он также стал самым молодым игроком в истории еврокубков, побив рекорд Мартина Эдегора. 17 августа 2024 года дебютировал в чемпионате Словакии, выйдя на замену и отличившись голевой передачей в матче против клуба «Земплин».

## Карьера в сборной
Выступал за сборные Венгрии до 15 и до 16 лет.